# Salif Diao
Salif Alassane Diao (Kédougou, 10 de fevereiro de 1977) é um ex-futebolista senegalês que atuava como volante.

## Carreira
Tendo se mudado para a França aos 17 anos, Diao iniciou a carreira no Monaco em 1996, sendo emprestado ao SAS Épinal para ganhar experiência. Foram 2 jogos pelos auriazuis *que disputavam a segunda divisão na época) antes de voltar à equipe do principado, onde seria mais utilizado a partir da temporada 1997–98. Permaneceria vinculado ao Monaco até 2000, tendo feito apenas 31 jogos oficiais e integrando o elenco campeão francês em 1999–2000 e da Supercopa da França de 1997. No mesmo ano, assinou com o Sedan, onde jogou 32 vezes durante seu primeiro ano com o time.
As boas atuações do volante pelo Sedan chamaram a atenção do Liverpool, que pagou 5 milhões de libras para contar com Diao após a Copa de 2002 juntamente com El Hadji Diouf, outro destaque da Seleção Senegalesa na competição. Utilziado várias vezes fora de sua posição por Gérard Houllier (que o escalava como zagueiro), não mostrava suas habilidades no meio-campo dos Reds. Teve ainda passagens por Birmingham City e Portsmouth, que duraram pouco tempo. Ainda vinculado ao Liverpool, chegou a fazer testes no Charlton Athletic, mas foi reprovado nos exames médicos e foi emprestado ao Stoke City em outubro de 2006. Com o senegalês em campo, o desempenho dos Potters na Segunda Divisão melhorou, e em janeiro de 2007 o clube anunciou a prorrogação do empréstimo até o final da temporada. Fora dos planos do Liverpool, Diao foi dispensado e não assinou um contrato definitivo com o Stoke devido à sua preocupação com a forma física. Em dezembro de 2007, após rejeitar uma proposta inicial, o volante assinou um novo contrato com o clube.Em seus 2 últimos anos de contrato, Diao atuou em poucos jogos antes de deixar o Stoke em 2012, encerrando a carreira após não conseguir um novo clube para seguir atuando. Em nível de clubes (somando todas as competições), o volante marcou apenas 4 gols.

## Seleção Senegalesa
Pela Seleção Senegalesa, Diao disputou 39 jogos entre 2001 e 2009, participando de 2 edições da Copa das Nações Africanas (2002 - onde terminou com o vice-campeonato - e 2004), além da Copa de 2002, jogando 4 partidas na surpreendente campanha senegalesa na competição, encerrada nas quartas-de-final. Ficou de 2005 a 2008 sem ser convocado, regressando em 2009 para fazer seus últimos 2 jogos com a camisa dos Leões de Teranga, com 4 gols marcados.

### Partidas pela Seleção Senegalesa
| Estatísticas |       |          |      |
| Seleção      | Ano   | Partidas | Gols |
| Senegal      | 2001  | 8        | 0    |
| Senegal      | 2002  | 13       | 3    |
| Senegal      | 2003  | 7        | 1    |
| Senegal      | 2004  | 9        | 0    |
| Senegal      | 2009  | 2        | 0    |
| Total        | Total | 39       | 4    |

## Títulos[12]
Monaco
- Campeonato Francês: 1999–2000
- Supercopa da França: 1997

Liverpool
- Copa da Liga Inglesa: 2002–03